# Departement der Werra
Das Departement der Werra (kurz: Werra-Departement oder Werradepartement, frz. Département de la Werra) war von 1807 bis 1813/14 eine Verwaltungseinheit (Département) des Königreichs Westphalen. Präfektur des Departements war Marburg.

## Lage
Die nördliche Begrenzung des Departements wurde von dem Departement der Fulda gebildet. Im Osten wurde das Departement durch die Werra bis zum Dorfe Falken begrenzt. Die südöstliche Grenze bildeten Teile des Herzogtums Sachsen-Weimar-Eisenach und das Herzogtum Sachsen-Meiningen. Im Süden wurde das Departement durch das Großherzogtum Hessen-Darmstadt umschlossen. Die westliche Begrenzung bildeten weiterhin das Großherzogtum Hessen-Darmstadt (das Hessische Hinterland um Gladenbach, Biedenkopf, Battenberg und der Exklave Vöhl) sowie das weiter nördlich gelegene Fürstentum Waldeck (um Korbach, Bad Wildungen und Bad Arolsen).

## Geschichte
Das Departement der Werra wurde aus dem Hessen-Kasseler Oberhessen, den Gebieten der ehemaligen Grafschaft Ziegenhain und des ehemaligen Nominalfürstentums Hersfeld, der Herrschaft Schmalkalden, dem Südteil der Ganerbschaft Treffurt, den ehemals reichsritterschaftlichen Ämter des Buchischen Quartiers und Teilen von Niederhessen gebildet.
Das Departement wurde durch Königliches Decret vom 24. Dezember 1807 festgelegt. Es umfasste zunächst folgende Distrikte (auch Unterpräfekturen genannt) und dazugehörige Kantone.
Das Departement bestand aus 28 Städten, zwölf Flecken, 625 Dörfern, 120 Weilern und 150 Einzelhöfen. Die Orte wurden von 13.400 Katholiken, 155.903 Reformierten, 5392 Juden und 129 Mennoniten in 38.088 Haushalten bewohnt. In den Städten lebten 66.863 Einwohner.

## Gliederung
| Distrikt | Einwohner (31. Dez. 1810) | Kantone |
| -------- | ------------------------- | --- |
| Marburg  | 80.199                    | Marburg, Kaldern, Lohra, Ebsdorf, Amöneburg, Kirchhain, Rauschenberg, Neustadt, Treysa, Jesberg, Gemünden, Frankenau, Frankenberg, Rosenthal, Wetter                                                                             |
| Hersfeld | 93.353                    | Hersfeld, Obergeis, Rotenburg, Neumorschen, Homberg, Borken, Frielendorf, Ziegenhain, Neukirchen, Schwarzenborn, Oberaula, Breitenbach, Niederaula, Holzheim, Landeck, Vacha, Lengsfeld, Heringen, Friedewald, Petersberg, Bebra |
| Eschwege | 83.157                    | Eschwege, Aue, Bischhausen, Reichensachsen, Netra, Sontra, Nentershausen, Spangenberg, Lichtenau, Sooden, Abterode, Witzenhausen, Schmalkalden, Herrenbreitungen, Seligenthal, Floh, Brotterode, Hallenberg                      |

## Die Präfekturen
Die Präfektur des Departements der Werra  hatte ihren Sitz in Marburg im Gasthof „Zum Weißen Roß“, stand zunächst unter der Leitung des Beamten August von Reiman und wurde am 25. Juli 1808 vom Freiherrn Friedrich von Berlepsch weitergeführt. Der Freiherr hatte Anfang des Jahres 1809 mit einem Aufstand unter der Führung Wilhelm von Dörnbergs in Homberg sowie einem Bauernaufstand in Marburg unter Führung Andreas Emmerichs und Johann Heinrich Sternbergs zu kämpfen. Der junge Baron von Trott, der zu dieser Zeit zum Präfekten des Harzdepartements im Gespräch war, leitete eine Truppe westphälischen Militärs gegen diesen Aufstand und wurde für seine Verdienste im August 1809 auf den Präfektenposten im Werradepartement versetzt. August Heinrich von Trott stand der Sekretär von Baerll zu Seite.
Sie leiteten gleichfalls die Geschicke der Unterpräfektur Marburg.
Ihnen zur Seite stand die Ratsversammlung mit den Herren von Baumbach, Hein, Hille und Schönhals (nur 1810) und von Stark.
Der Ratsversammlung der Unterpräfektur Marburg gehörten die Herren Bauer, Ludwig Wilhelm von Baumbach (bis zu seinem Tod 1811), Exter, Fuchs, Gebhard, Hille, Justi, Kaiser, Michaelis, Pistor, Schreiber, von Schenk, Schödde, Schönhals (nur 1810), Schulz, Theis, von Urf, Wolff, ab 1811 und Schaub an.
Weiter Unterpräfekten gab es in
- Hersfeld: Herr Günther mit seinem Sekretär Fuss,
- Eschwege: der Präfekt Baron von Hohenhausen mit seinem Sekretär Kastenbein, ab 1812 Kastenbein, ab 1813 Braun[5]